# Собор пресвятої Марії (Чиклайо)
6°46′18″ пд. ш. 79°50′16″ зх. д. / 6.771683° пд. ш. 79.837641° зх. д.
Собор Чиклайо офіційно Собор Пресвятої Марії (ісп. Catedral de Santa María) — кафедральний собор римо-католицької єпархії Чиклайо у перуанському місті Чиклайо.
Кафедральний собор побудовано в неокласичному стилі, за проєктами та планами, замовленими Гюставу Ейфелю. Храм прозвали «Трояндою Меридіонале». Будівництво розпочали 1869 року, але перервали 1871 за браком коштів. Спорудження поновилося півстоліття по тому, коли підтримку надав Конгрес Республіки. Будівництво відновили 13 лютого 1928 року та завершили 1939 року.

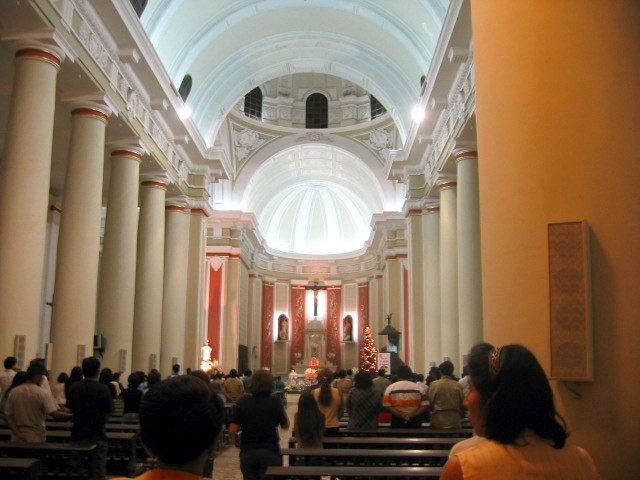
Внутрішній вигляд